# مدرسه نظامیه (سید علاءالدین)
مدرسه نظامیه (سید علاءالدین) مربوط به دوره صفوی است و در شیراز، جنب بقعه حضرت سید علاءالدین حسین واقع شده و این اثر در تاریخ ۲۷ مهر ۱۳۵۴ با شمارهٔ ثبت ۱۱۱۴ به‌عنوان یکی از آثار ملی ایران به ثبت رسیده است.